# 釧路空港
釧路空港（くしろくうこう、英: Kushiro Airport）は、北海道釧路市にある空港。空港法では第4条第1項第6号に該当する空港として政令で定める空港（国管理空港）に区分されている。滑走路など施設の一部は白糠郡白糠町に跨る。愛称はたんちょう釧路空港。

## 概要

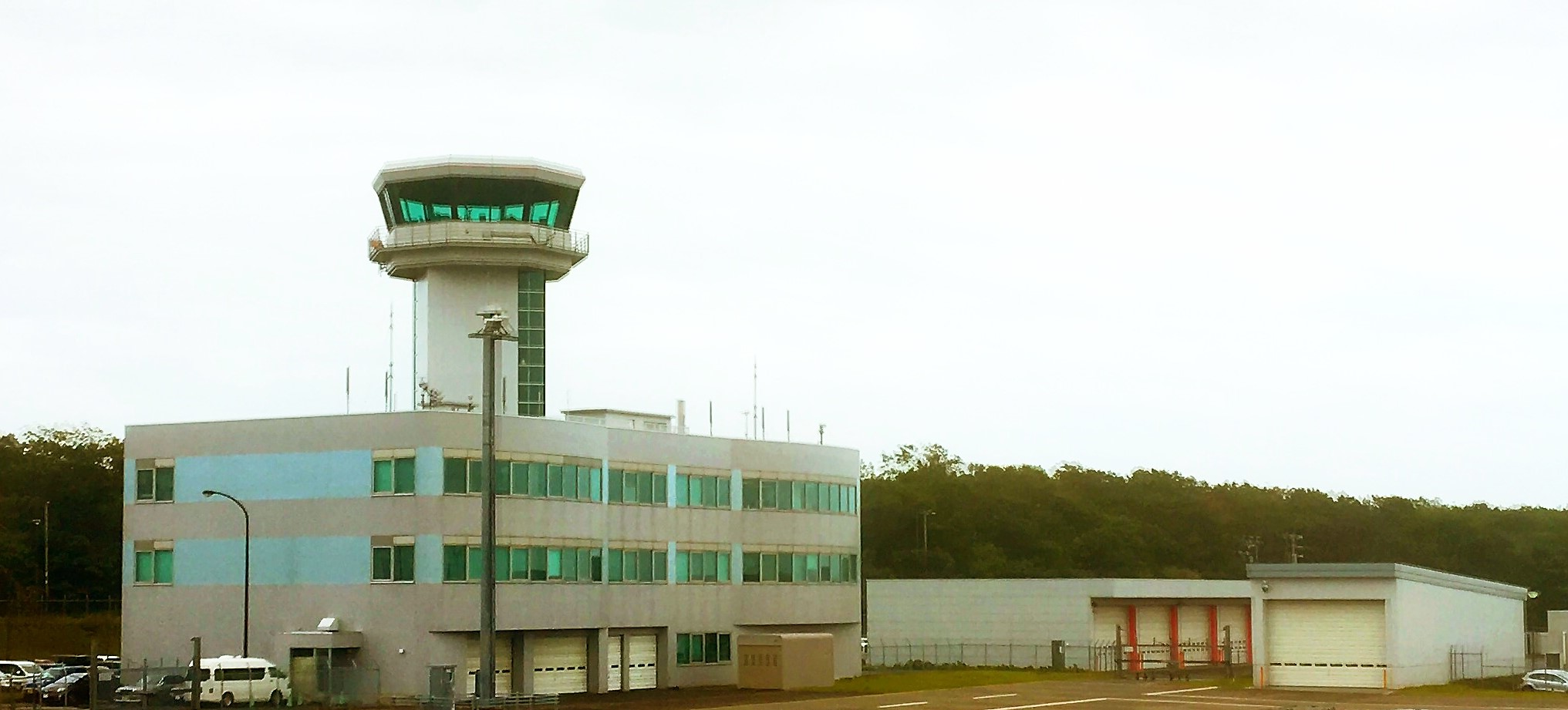
釧路空港の管制塔と消防施設

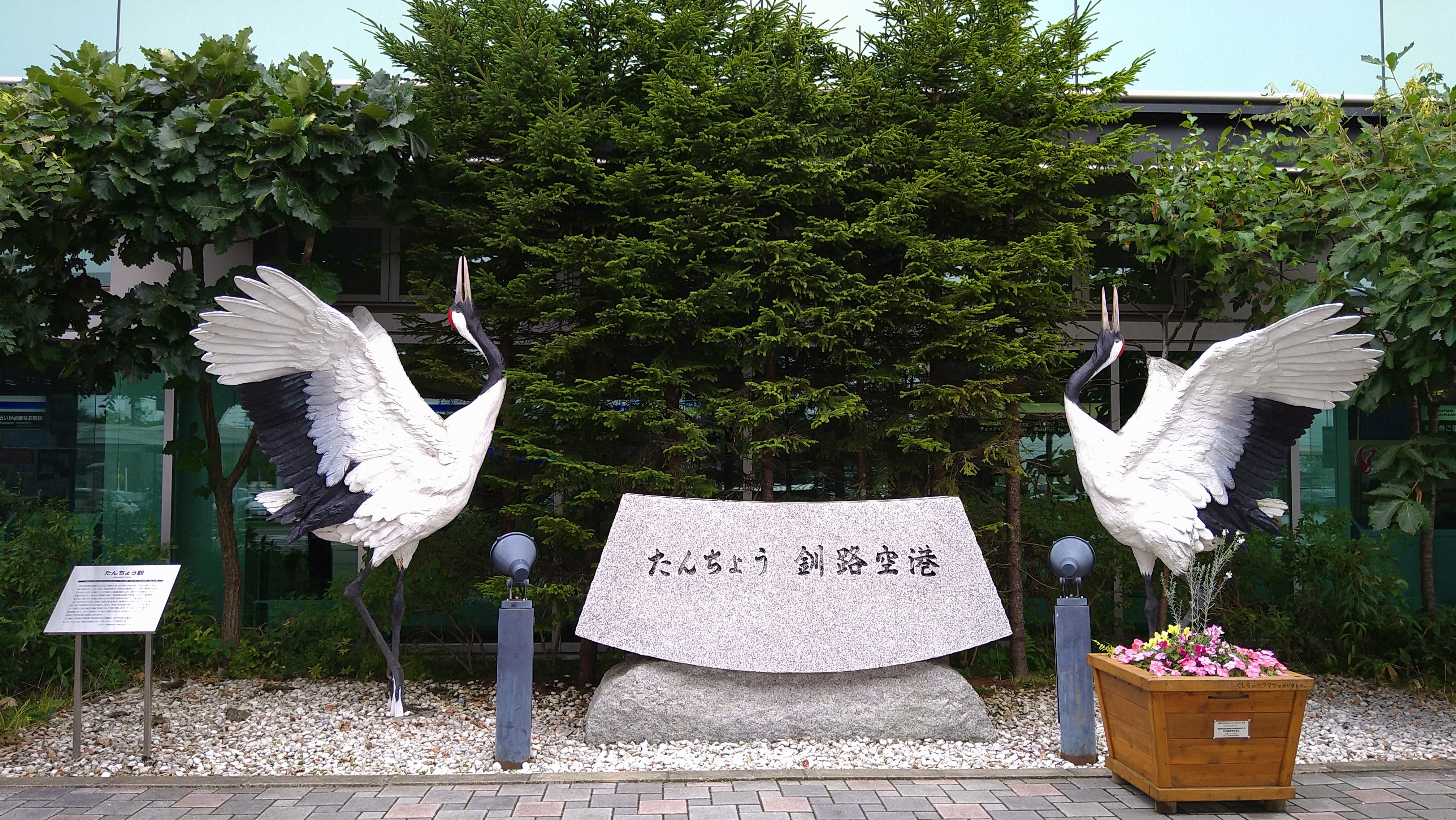
空港内のモニュメント

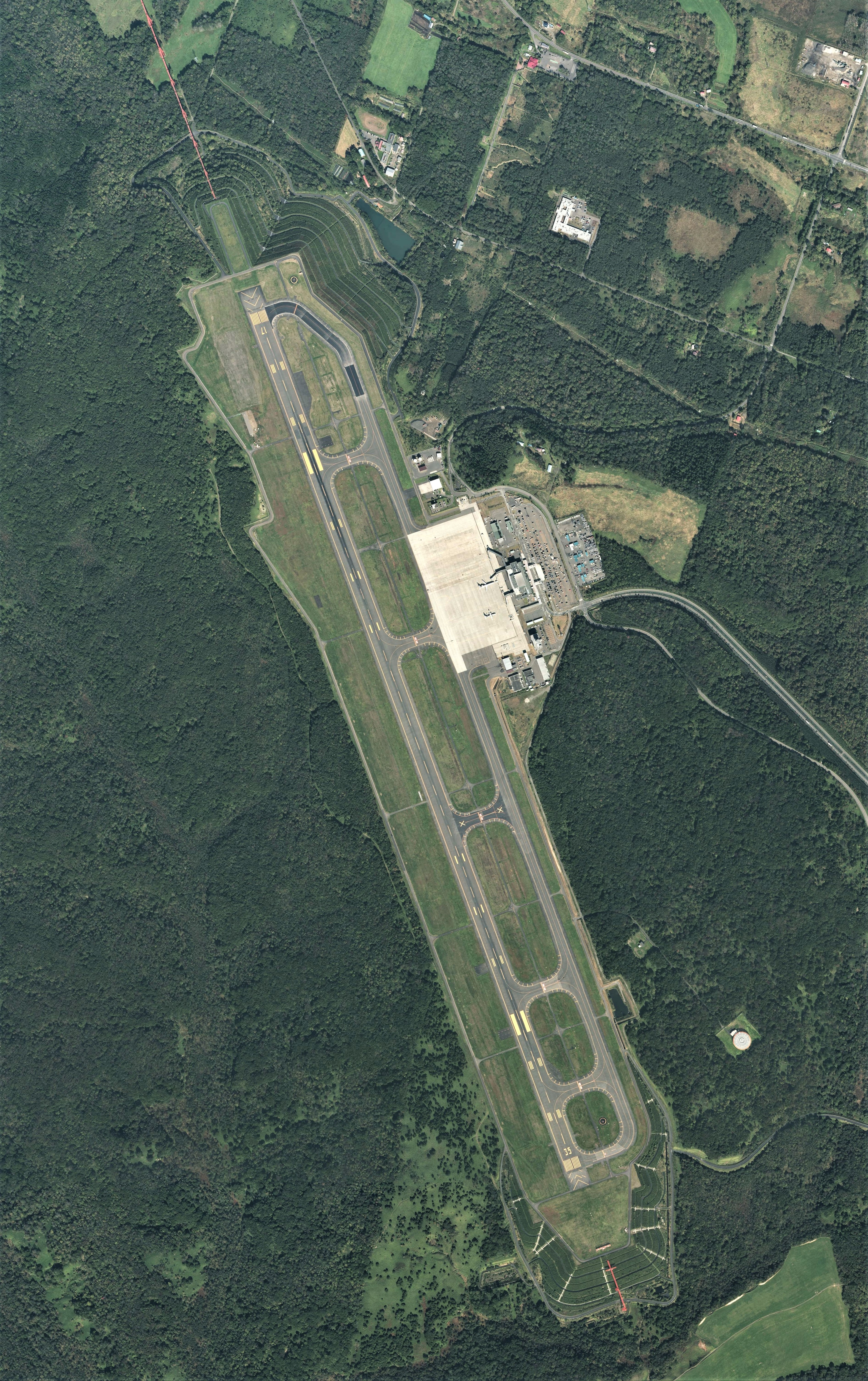
釧路空港の空中写真。2011年撮影の4枚を合成作成。

釧路市中心部より北西に約20km離れた丘陵上に位置する。近隣に釧路湿原国立公園、阿寒摩周国立公園、厚岸霧多布昆布森国定公園を擁し、道東の拠点空港として重要な役割を担っている。
また、道東一帯の各空港を管轄する東京航空局釧路空港事務所、および海上保安庁釧路航空基地、新千歳航空測候所釧路空港出張所を併設している。
滑走路は17/35方向に2,500m。一部は高さ50mの高盛土の上に造成されている。滑走路全体に渡り、平行誘導路を有する。着陸帯の幅は300mであり、計器着陸に対応している。計器着陸装置(ILS)は滑走路17に設置。
海岸から約5kmの位置にあり、親潮の上で南風が冷やされることから、夏場は霧の影響を受けやすいため、1970年（昭和45年）1月8日に超短波全方向式無線標識（VOR）を設置したことを皮切りに、1973年（昭和48年）11月1日にILSの導入、1995年（平成7年）10月12日から地方空港としては全国で初めてILSカテゴリーIIIAによる運航が始まり、霧や悪天候による欠航が200便／年近くあった状況が1/4以下に改善された。さらに2006年（平成18年）4月13日よりILSカテゴリーIIIBで運用している。このため、このシステムに対応している中型機・大型機では濃霧や悪天候時でも安全な離着陸が可能となっている。しかし、北海道内の他の空港との路線では小型のプロペラ機などでの運航が多く、システムに対応していないため、霧の際の欠航率が高い状況が続いている。滑走路35方向に新たにカテゴリーIIの設置要望を釧路商工会議所が行っている。これは既存道内便と急増するアジア各国からの航空機はカテゴリーIIの対応機が多い為である。
2024年（令和6年）4月より、進入・ターミナルレーダー管制が導入され、新千歳空港事務所からのレーダー管制が導入された。（日高アプローチ、日高レーダー）。
国際便の就航に伴うCIQ体制は、税関は函館税関釧路税関支署、出入国管理は札幌出入国在留管理局釧路港出張所、検疫は小樽検疫所釧路出張所がそれぞれ対応していた。

## 統計

### 利用者数
元のウィキデータクエリを参照してください.

年間利用客数は、国内773,924人、国際1,095人、計775,019人（2018年度）。

### 年度別旅客数・貨物数・発着便数
| 年度     | 旅客数（人） | 前年度比 |  | 貨物量（㎏） | 前年度比 |  | 発着便数（便） | 前年度比 |
| -------- | ------------ | -------- |  | ------------ | -------- |  | -------------- | -------- |
| 2021年度 | 431,811      | 127.16%  |  | 980,327      | 87.42%   |  | 7,834          | 115.41%  |
| 2022年度 | 38,363       | 156.09%  |  | 108,339      | 128.90%  |  | 758            | 142.50%  |

※2022年度の統計は4月分のみ

## 沿革
釧路周辺では、当空港開設前より愛国飛行場において民間飛行が実施されていた。
- 1957年（昭和32年）8月29日 - 運輸省（当時）が設置・管理する公共用空港としての設置予定を告示[13]
- 1961年（昭和36年）7月20日 - 1,200mの滑走路を持つ空港として開港[6][14]。北日本航空の札幌 - 釧路線が運航を開始[6]
- 1967年（昭和42年）5月2日 - 東京直行便の運航開始[6]
- 1972年（昭和47年）6月29日 - 釧路空港ビル株式会社の創立総会を開催[6]
- 1973年（昭和48年）11月1日 - 滑走路を1,800mに延長[6][15][16]、ILSを導入[6]。ジェット化され[6]、東亜国内航空（現：日本航空）が東京（羽田）線開設（DC-9で運航[6]）
- 1974年（昭和49年）12月1日 - 丘珠空港便の運航を廃止し、千歳空港便の運航開始[6]
- 1975年（昭和50年）7月 - 全日本空輸、東京（羽田）線を開設（ボーイング727で運航）[17]
- 1978年（昭和53年）10月1日 - 第一管区海上保安本部釧路航空基地を開設[6]
- 1988年（昭和63年）10月 - 平行誘導路の供用開始[18]
- 1989年（平成元年）12月1日 - 滑走路を2,300mに延長して供用開始[6][19]
- 1990年（平成2年）4月1日 - エアーニッポン（エアーニッポンネットワーク（現：ANAウイングス）に移管）が札幌（丘珠）線を開設[20]
- 1991年（平成3年）11月10日 - シンガポールへの国際チャーター便の運航（国際線の運航開始）[21]
- 1992年（平成4年）7月 - 日本エアシステムが伊丹線開設[22]
- 1993年（平成5年） 7月1日 - 日本エアシステムが名古屋線開設[23]
- 1995年（平成7年） 10月12日 - ILS カテゴリーIII A 運用開始[7]
- 1996年（平成8年）
  - 4月26日 - 株式会社アルペンの小型機が着陸に失敗・墜落、同社常務ら6名全員死亡
  - 7月4日 - 新旅客ターミナルビル開業[6][24]同時期に、日本エアシステムが仙台線を、全日空が福岡線を開設[22]。
- 1997年（平成9年）1月1日 - 北海道エアシステム、函館線開設[25]
- 1999年（平成11年）7月16日 - 北海道エアシステム、新千歳線開設[26]
- 2000年（平成12年）11月30日 - 2,500m×45mの滑走路を供用開始[27][28]
- 2001年（平成13年） - 空港利用旅客 累計2千万人達成
- 2003年（平成15年）
  - 8月1日 - 北海道エアシステム、丘珠線を開設[29]
  - 9月26日 - 十勝沖地震の被害を受けロビー・管制室の天井が落下[30]。一時業務が中断したものの、当日午後3時に仮復旧
- 2004年（平成16年）
  - 4月21日 - ターミナルビルの震災復興工事が竣工[31]
  - 10月18日 - チャイナエアラインによる釧路空港へのチャーター便が100便に到達
  - 10月20日 - 植物検疫の指定空港となる
  - 12月25日 - 道内で初めて香港ドラゴン航空による香港からのチャーター機が到着[32]。これにより、国際チャーター便が238便（旅客数34,918人。参照：北海道企画振興部交通企画室）となる
- 2005年（平成17年）4月1日 - 動物検疫の指定空港となる[33]
- 2006年（平成18年）
  - 4月 - ILS カテゴリーIII B 運用開始
  - 10月 - 「たんちょう釧路空港」の愛称を使用開始[34]
- 2011年（平成23年）2月28日 - ジャルツアーズの企画旅行「新・鶴丸ロゴ機お披露目フライト 北海道・たんちょう釧路空港へ空散歩[35]」で、日本航空インターナショナル（現：日本航空）のボーイング767-300ER新塗装初号機（国際線機材・JA654J）のファーストフライトを兼ねたチャーター便として東京（羽田）- 釧路間を1往復し、当空港および「鶴丸」に因み阿寒国際ツルセンターで関連イベントを開催[36]
- 2012年（平成24年）9月7日 - 復興航空、台北・台湾桃園国際空港に初の国際線定期便を就航[37]
- 2013年（平成25年）3月31日 - AIRDO、東京（羽田）線を1日2便で就航開始。東京線が3社（ANA・JAL・AIRDO）体制となる
- 2014年（平成26年）
  - 5月30日 - 復興航空、機材の不足を理由に台北（桃園）線を運休[38]。再び定期便は国内線のみとなる
  - 7月 - ジンエアー、チャーター便としてソウル・仁川国際空港に就航[39]
- 2015年（平成27年）
  - 7月 - 中国東方航空、上海浦東国際空港に週2便のチャーター便を就航
  - 11月 - AIRDO、台湾桃園国際空港に週2便のチャーター便を就航
  - 12月 - エバー航空、台湾桃園国際空港に週2便のチャーター便を就航
- 2018年（平成30年）8月1日 - Peach Aviation、関西国際空港線を1日1便で就航[40]。同時に拓殖バスが帯広まで接続するリムジンバス「スイーツライナー」を新規運行開始[41]
- 2020年（令和2年）
  - 1月15日 - 北海道空港を中心とする「北海道エアポート」が釧路を含む道内主要7空港のターミナル民営化運営を開始[42]
  - 4月12日 - 北海道エアシステムのATR42-600の初号機が丘珠空港線に就航（初便は丘珠発釧路行きJAL2863便）。また、同路線は北海道エアシステムがATR42-600を受領してから初めてのフライトとなる
  - 8月1日 - Peach Aviation、成田国際空港線を1日1便で就航
- 2021年（令和3年）
  - 3月1日 - 北海道エアポートが釧路を含む道内5空港全体の民営化運営を開始[1]
  - 8月4日 - 2022年2月25日までを予定として駐車場拡張・改良工事実施[43]
  - 10月1日 - 北海道エアポート、釧路空港ビル株式会社を吸収合併[44]
- 2022年（令和4年）
  - 2月3日 - Peach Aviation、関西国際空港線で貨物の搭載を開始[45]
  - 3月27日 - 北海道エアシステム運航の丘珠空港線を日3便～日4便に減便[46]。Peach Aviation、関西国際空港線で週6往復から日1往復に増便[47]
  - 5月 - 知床遊覧船沈没事故の影響により、海上保安庁が釧路航空基地に機動救難士を配置することを発表した[48]
  - 10月1日 - 1時間以内無料・多客期の値上げなど料金の改定、事前予約サービス、電子マネー決済の導入など駐車場サービスを改定[49]
- 2024年（令和6年）4月18日 - ターミナル空域管制（日高進入管制区）が導入される。[11]

## 施設
空港ターミナル（11454.73m2）は釧路空港ビル株式会社が運営していたが、同社は2021年10月に北海道エアポートに吸収合併された。地上3階建て。外観は、屋根部分は雌阿寒・雄阿寒岳をモチーフにしており、建物の赤いラインの縁取りとグレーの外壁色とで丹頂鶴を、正面のグリーンのガラス部分は釧路湿原をイメージしている。
2007年（平成19年）2月にタンチョウが羽ばたく姿のネオンサインが外壁に設置されると共に、つがいのタンチョウのモニュメントが玄関前に設置された。
内部は国内線の設備が中心であるが、入国検査場を備えるなど一部に国際線設備も配置する。

### ターミナルビル
- 1階 - 航空会社カウンター、到着ロビー 、総合案内所、レンタカーカウンター、派出所
- 2階 - 出発ロビー、搭乗待合室、会議室、有料ラウンジ[52]、売店、エフエムくしろサテライトスタジオ
- 3階 - 送迎デッキ（無料）、レストラン、有料待合室

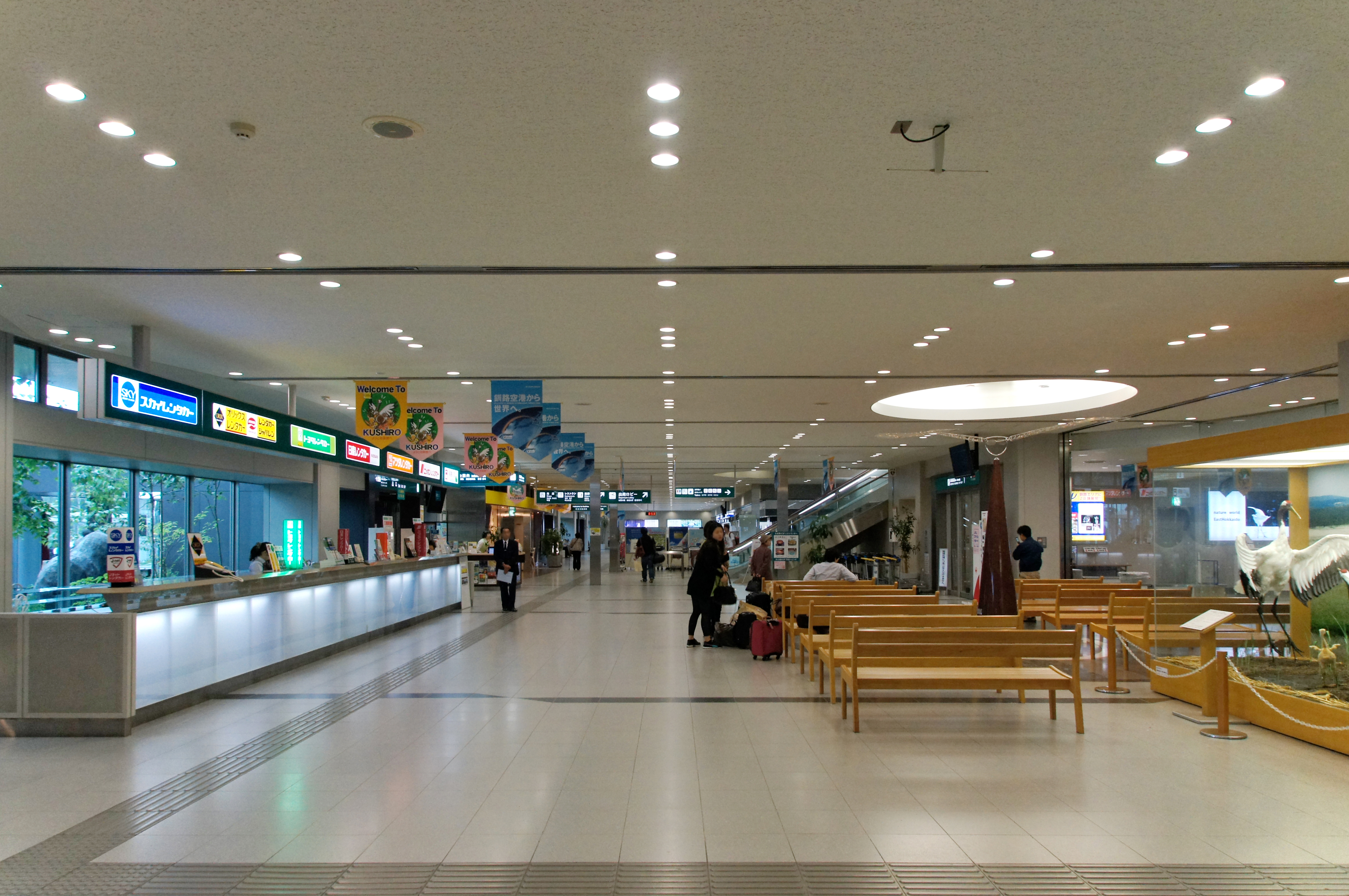
1F 到着口、レンタカーカウンター前
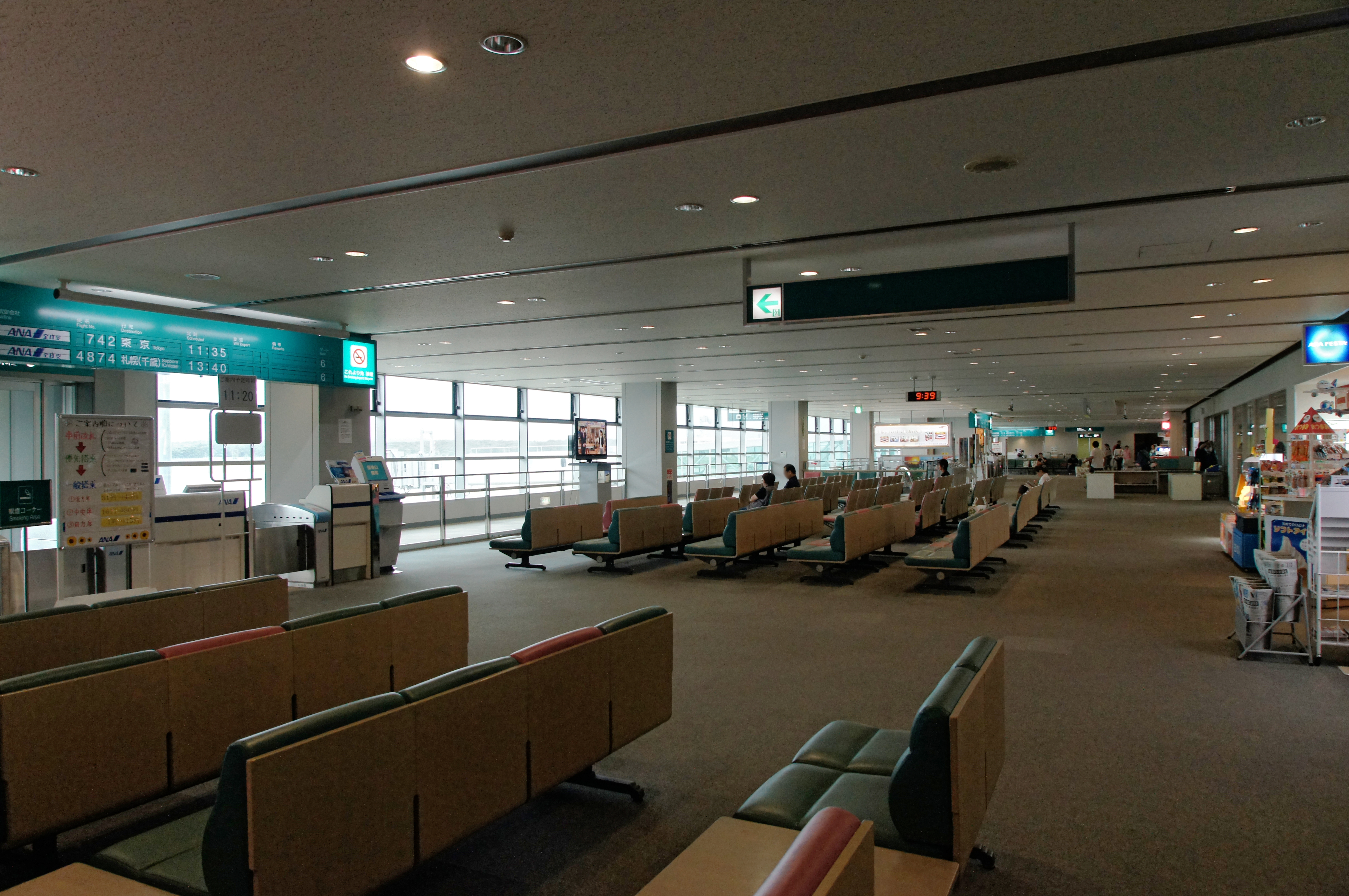
2F 搭乗口、搭乗待合室
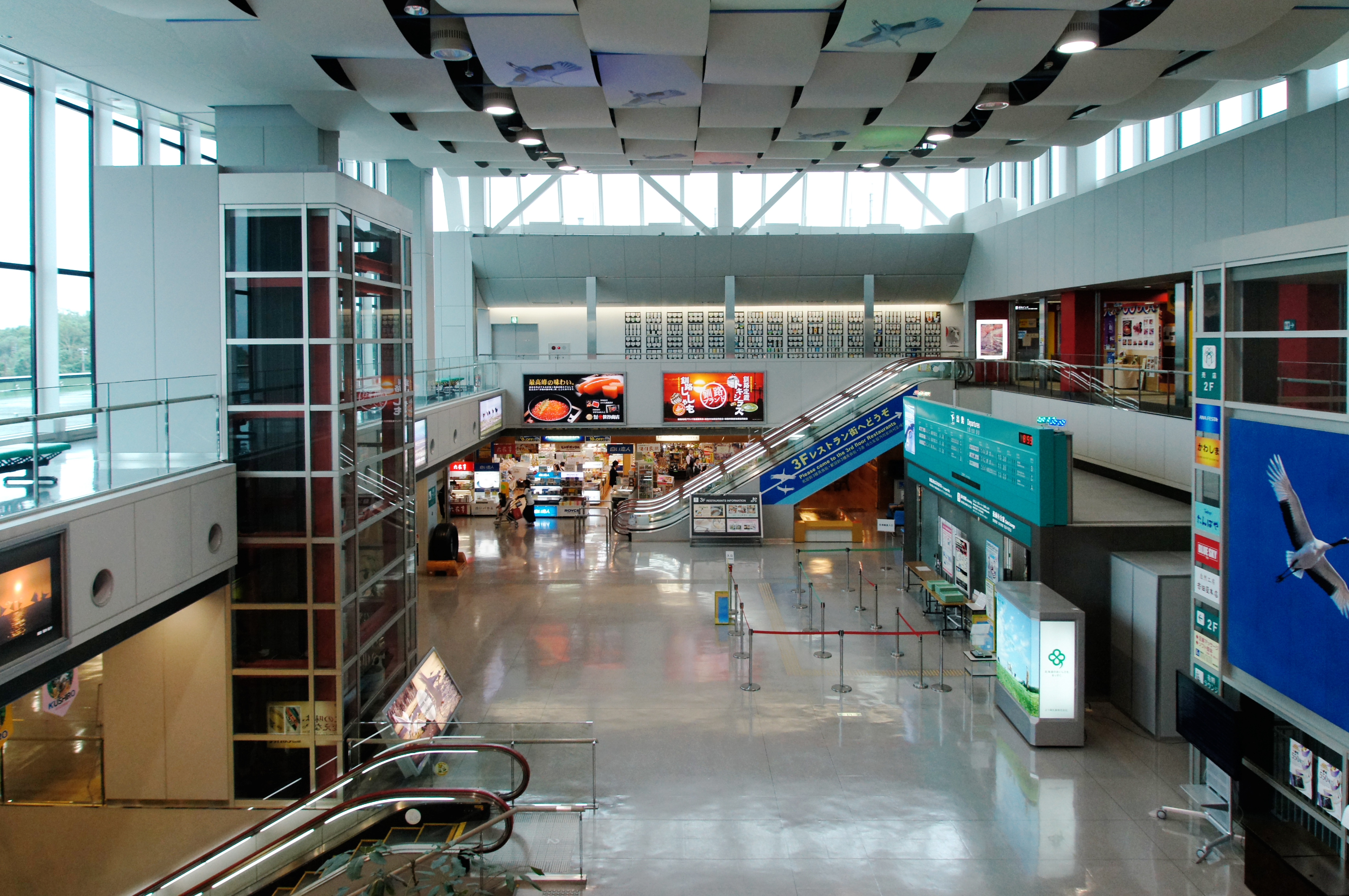
2F-3F吹き抜け
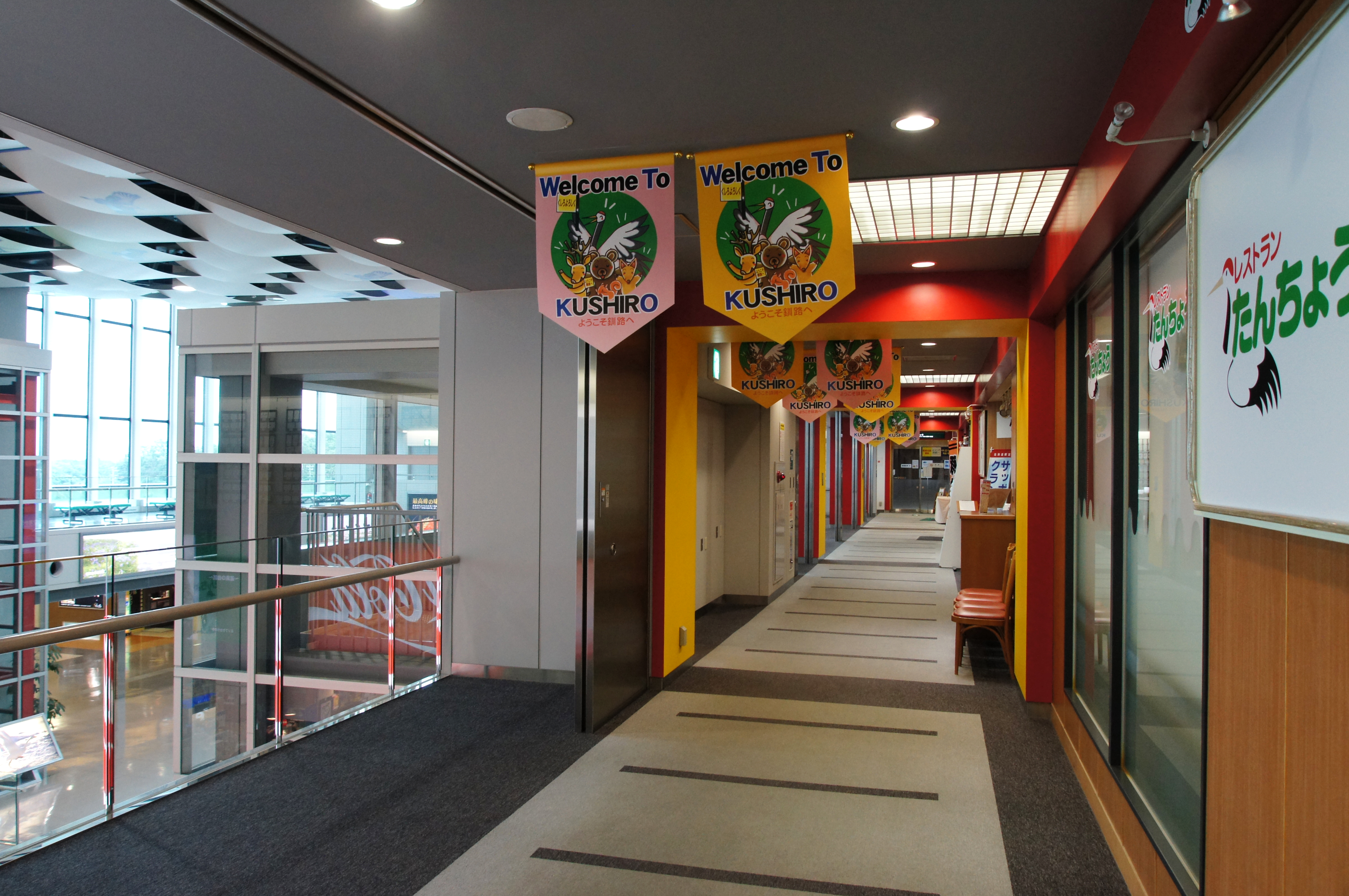
3F レストランフロア

その他
- タクシープール40台新設などを実施[43]。

### レンタカー
到着ターミナル内に送迎受付カウンターがあり、空港駐車場外側に営業所がある。店名はいずれも「釧路空港」である。
- ニッポンレンタカー北海道
- トヨタレンタリース釧路
- 日産レンタカー
- オリックス自動車（オリックスレンタカー兼レンタカージャパレン）
- タイムズカーレンタル
- ジャパレン

## 就航路線
航空会社が2社以上の場合、最前の航空会社の機材・乗務員で運航する共同運航便（コードシェア便）

### 国内線
| 航空会社                    | 就航地                                        |
| --------------------------- | --------------------------------------------- |
| 日本航空(JAL)               | 東京/羽田、名古屋/中部（季節運航）、札幌/丘珠 |
| 全日本空輸(ANA)             | 東京/羽田、大阪/伊丹（季節運航）、札幌/新千歳 |
| AIRDO(ADO)・全日本空輸(ANA) | 東京/羽田                                     |
| Peach Aviation(APJ)         | 大阪/関西（季節運航）                         |

かつての定期就航路線
- 函館空港・旭川空港・仙台空港・福岡空港

## 周辺
- 釧路市丹頂鶴自然公園 - 自動車で約7分
- 山花温泉リフレ - 自動車で約11分
- 釧路市動物園 - 自動車で約11分
- 釧路空港インターチェンジ（道東自動車道） - 自動車で約5分

## アクセス

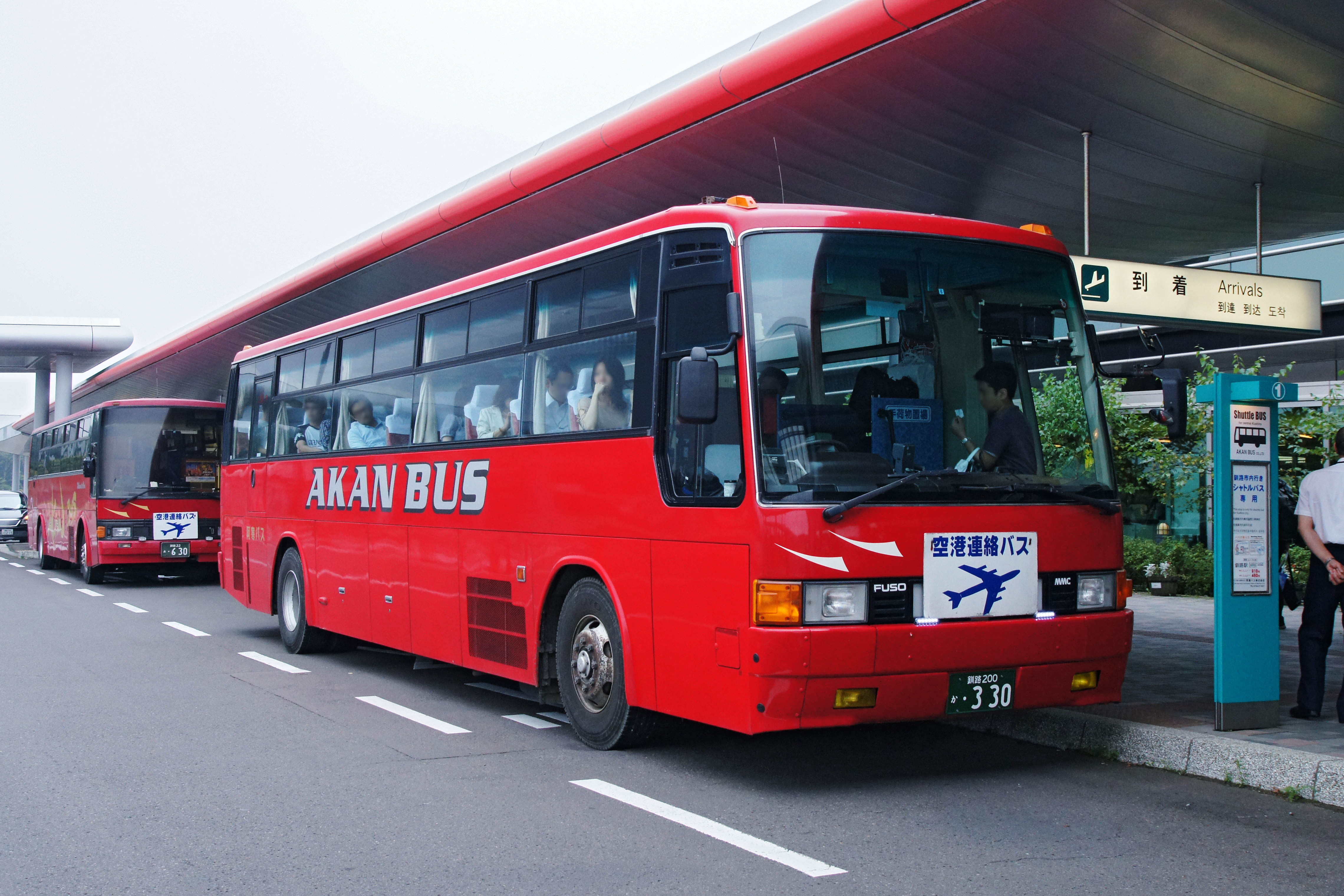
空港連絡バス

### 空港連絡バス・都市間バス
阿寒バス
- 大楽毛駅・釧路駅・釧路フィッシャーマンズワーフMOO方面
- 阿寒湖温泉方面「阿寒エアポートライナー」

北海道拓殖バス
- 本別町・帯広駅・十勝川温泉方面「スイーツライナー」[55][56][57]（運休中[58]）

根室交通
- 根室駅・根室市内主要ホテル方面（期間限定運行）[59]

### 一般路線バス
阿寒バス
- 釧路駅 - 大楽毛駅 - 釧路空港 - 鶴公園 - 丹頂の里 - 阿寒湖温泉（阿寒湖バスセンター）
- イオンショッピングセンター - 大楽毛駅 - 釧路空港 - 動物園 - 山花温泉

### 高速道路
- 道東自動車道 釧路空港IC